# Calozenillia expellens
Calozenillia expellens là một loài ruồi trong họ Tachinidae.